# Troporhogas rafaelnadali
Troporhogas rafaelnadali (лат.) — вид паразитических наездников рода Troporhogas из семейства Braconidae (Ichneumonoidea). Эндемик Таиланда (провинция Накхонратчасима, национальный парк Кхауяй, Юго-Восточная Азия).
Вид назван в честь испанского теннисиста, бывшей первой ракетки мира Рафаэля Надаля.

## Описание
Наездники мелких размеров (длина тела 6 мм). В усиках 48 сегментов. Troporhogas rafaelnadali можно отличить от других представителей рода со сходной окраской (оранжевая мезосома, тергит T1 с чёрным пятном спереди, T2 в значительной степени и T6 полностью белые) по тому, что вершина поперечно полосатая, а приподнятая косая область мезоплеврона сразу под субалярной впадиной мелко полосатая. Тело трёхцветное: оранжево-жёлтое, чёрное и белое. Скапус, педицеллюс и жгутиковые сегменты коричневые. Голова и ротовой аппарат, включая пальпы, оранжево-жёлтые. Мезосома полностью оранжево-жёлтая, за исключением беловатой тегулы. Метасома трёхцветная: тергиты Т1 и Т2 белые с небольшой чёрной меткой спереди, тергиты Т3-Т5 чёрные, за исключением небольших белых переднебоковых участков, Т6 белый. Крылья гиалиновые с тёмно-коричневым венированием дистально, становящимся более бледным в базальной части, птеростигма тёмно-коричневая. Передние и средние ноги коричневато-жёлтые с белыми тазиками и вертлугом, задние ноги чёрные, кроме 0,6 основания голени.

## Таксономия
Вид Troporhogas rafaelnadali был впервые описан в 2024 году британско-таиландским энтомологом Дональдом Куиком и его коллегами по типовому материалу из национального парка Кхауяй в центральном Таиланде (провинция Накхонратчасима).